# Station Lanark
Lanark is een spoorwegstation van National Rail in South Lanarkshire in Schotland. Het station is eigendom van Network Rail en wordt beheerd door ScotRail. Het station is geopend in 1855.